# 格雷洛克合伙公司
格雷洛克合伙公司（Greylock Partners）是一家美国风险投资公司，成立于1965年，是美国早期风投公司之一。该公司主要投资消费、企业软件的早期和A轮公司。

## 历史
该公司由比尔·埃尔弗斯（Bill Elfers）和丹·格雷戈里（Dan Gregory）1965年在马萨诸塞州剑桥创立，不久之后查理·韦特（Charlie Waite）加入。埃尔弗斯和韦特都曾在美国研究与开发公司（American Research and Development Corporation）工作过。
2009年，公司将其总部从原来的波士顿迁至硅谷。